# Сандерс, Трой
Трой Сандерс (англ. Troy Sanders; род. 8 сентября 1973, Атланта, Джорджия, США) — американский музыкант, который более всего известен как басист и один из трёх вокалистов грув-метал группы Mastodon и супергруппы Killer Be Killed.

## Стиль и влияние
Сандерс впервые сыграл на бас-гитаре, когда взял в руки бас своего старшего брата. Примечательно, что этот бас был для левшей, в то время как Сандерс правша. Через несколько месяцев он поговорил со своим отцом насчет покупки баса для него. В качестве наиболее повлиявших на него басистов он называет Клиффа Бертона, Джина Симмонса и Филла Лайнота. В основном Трой предпочитает играть пальцами, однако в некоторых песнях он использует медиатор.
Оборудование Сандерса включает в себя Fender Prophecy II, Fender American Standard Jazz Bass, Fender American Deluxe Precision Bass, Ibanez SRX700, Godlyke Deity 4-string bass, Yamaha BB414 Bass, Yamaha BB2004 bass. Обычно, Сандерс настраивает свой бас на один тон ниже стандартного строя (D,G,C,F), Drop C (C,G,C,F), хотя в некоторых песнях («Iron Tusk», «Circle of Cysquatch», «Aqua Dementia» и весь альбом «Remission», кроме песен «Crusher Destroyer» и «Elephant Man», где его бас настроен в (D,G,C,F)) он опускает четвертую струну до A (A,G,C,F). Из усилителей он использует Mesa Boogie и Ampeg. Он любит такие эффекты, как Electro Harmonix Big Muff и Sanford and Sonny Bluebeard Fuzz.
Его экстремальный вокал напоминает Дэйва Эдвардсона из Neurosis и Базза Осборна из Melvins. Трой поет харшем, также использует гроул и чистый вокал. Его экстремальный вокал наиболее широко представлен в ранних альбомах Mastodon — Lifesblood и Remission. В более поздних альбомах таких, как Leviathan и, особенно, Blood Mountain и Crack the Skye, Сандерс комбинирует чистый вокал с различными экстремальными.